# 沙梨
沙梨（亦作砂梨）也称苹果梨、黄金梨、亚洲梨、日本梨、水梨等，属蔷薇科植物。

## 形态
落叶乔木。叶子为卵形或长椭圆形，先端长而尖，叶缘有刺芒状的锯齿；白色花6－9朵，伞形总状花序，4－5个花柱，光滑而无毛；圆锥形或扁圆形，褐色、黄色或绿色的果实，萼片常脱落。

## 分布
沙梨性喜温暖湿润。适应较强，分布较广，中国长江以南地区及淮河流域一带栽培比较多，日本和韩国也有栽培。

## 品种
中国有名的品种有广西柳城雪梨、安徽砀山梨、四川苍溪梨等。日本则有幸水和長十郎等出名品种。